# 小行星4358
小行星4358（英語：4358 Lynn）是一颗围绕太阳公转的小行星。1909年10月5日，P. H. Cowell在格林尼治发现了此天体。
这颗小行星的绝对星等为260.7723665290954等。